# Don Adams (attore)
Don Adams, nome d'arte di Donald James Yarmy (New York, 13 aprile 1923 – Los Angeles, 25 settembre 2005), è stato un attore statunitense.
È noto al pubblico televisivo per aver interpretato l'Agente 86 nella serie televisiva Get Smart, ruolo per il quale si aggiudicò tre Emmy Award.

## Biografia
Nato a Manhattan, figlio dell'ebreo William Yarmy e della cattolica Consuelo Deiter, crebbe nella religione materna. Praticò molti lavori e durante una successiva intervista alla TV canadese ammise di aver presentato false credenziali universitarie per poter essere assunto in una ditta che si occupava di ingegneria fognaria, dove lavorò per sei mesi prima di essere scoperto.
Iniziò a recitare e assunse il cognome Adams dopo essersi sposato con la cantante Adelaide Efantis, nota come Adelaide Adams. Dall'unione nacquero quattro figlie.
Adams iniziò a lavorare in televisione nel 1954, quando vinse un concorso per giovani talenti con un pezzo scritto da Bill Dana, che gli valse la partecipazione al Bill Dana Show, dove interpretò il personaggio di Byron Glick, un detective pasticcione precursore di Maxwell Smart.
I creatori di Get Smart, Mel Brooks e Buck Henry, scrissero la serie pensando al ruolo di protagonista per l'attore Tom Poston. La serie doveva essere trasmessa dalla CBS, ma quando questa fu acquisita dalla NBC, Adams fu scritturato essendo già sotto contratto con questa emittente.
Fin dal suo inizio nel 1965, la serie fu un successo anche grazie all'affiatamento tra Adams e l'attrice Barbara Feldon, nel ruolo della compagna di Smart Agente 99. Adams produsse e diresse alcuni episodi, e fu candidato all'Emmy Award per quattro anni consecutivi, nel 1966, 67, 68 e 69, premio che si aggiudicò in tre diverse occasioni. La serie finì nel 1970 per un totale di 138 puntate.
Dal 1985 al 1988 interpretò il ruolo del direttore Howard Bannister nella serie Il supermercato più pazzo del mondo. In seguito partecipò ad altri progetti, rimanendo però legato alla figura dell'agente segreto imbranato. Prestò la voce all'Ispettore Gadget, Franc Frac e Giancanino e a se stesso nello speciale di Natale di Scooby-Doo. Nel 1999 fu la voce del cane Brian nel film Inspector Gadget.
Adams morì il 25 settembre 2005, mentre era ricoverato presso il Cedars-Sinai Medical Center di Los Angeles, California. Soffriva di un linfoma e di un'infezione polmonare. La sua salute aveva cominciato a peggiorare dopo la morte della figlia Cecily.

## Filmografia parziale
- Get Smart – serie TV, 138 episodi (1965-1970)
- The Danny Thomas Hour – serie TV, episodio 1x02 (1967)
- Il supermercato più pazzo del mondo (Check It Out!) – serie TV, 66 episodi (1985-1988).

## Doppiatori italiani
Nelle versioni in italiano delle opere in cui ha recitato, Don Adams è stato doppiato da:
- Nino Dal Fabbro in Get Smart (1ª edizione)
- Giorgio Bonino in Get Smart (1ª voce, 2ª edizione)
- Umberto Ceriani in Get Smart (2ª voce, 2ª edizione)
- Giuliano Giacomelli in Get Smart (3ª edizione)
- Vittorio Stagni in Get Smart - Un detective tutto da ridere
- Enzo Garinei ne Il supermercato più pazzo del mondo
- Giorgio Favretto in Love Boat
- Massimiliano Cimino in Get Smart (ep. Pilota, ridoppiaggio)

## Premi e riconoscimenti
- Primetime Emmy Awards
  - 1967 - Migliore attore protagonista in una serie commedia - Get Smart
  - 1968 - Migliore attore protagonista in una serie commedia - Get Smart
  - 1969 - Migliore attore protagonista in una serie commedia - Get Smart